# بخش بینتیسیکو د مایو، سان خوآن
بخش بینتیسیکو د مایو، سان خوآن (به اسپانیایی: Veinticinco de Mayo Department, San Juan) یک سکونتگاه مسکونی در آرژانتین است که در استان سان خوآن واقع شده‌است.